# Sankt Andree

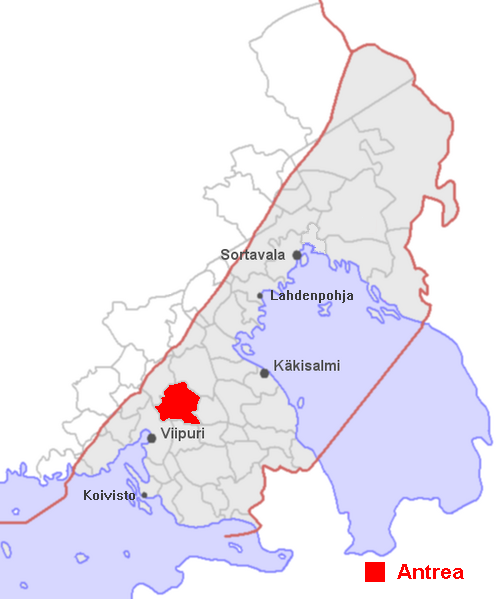
Sankt Andree kommuns utsträckning före andra världskriget markerad med rött. Kommunen ligger mellan Viborg och Kexholm (på kartan används de finska namnen).

Sankt Andree (finska: Antrea, ryska: Каменногорск: Kamennogorsk) är en stad på Karelska näset i Leningrad oblast i Ryssland. Folkmängden uppgick till 6 781 invånare i början av 2015, med totalt 12 722 invånare inklusive landsbygd som administreras av staden.
Före andra världskriget låg Sankt Andree i Finland, och utgjorde då en kommun i Jäskis härad i Viborgs län. Kommunens yta (landsareal) var 687,2 km² och kommunen beboddes av 12 042 människor med en befolkningstäthet av 17,5 km² (31 december 1908). Sankt Andree var enspråkigt finskt.
Byn Korpilahti i Sankt Andree socken uppmärksammades 1914 för fynd från stenådern, bland annat slipade redskap och ett av världens äldsta fisknät.

## Stenåldersfynd
Då bonden Antti Virolainen grävde ett dike på en kärräng i Korpilahti by år 1913 hittade han rester av ett fisknät. Han samlade saker han hittat vid grävarbetet och visade dem för järnåldersforskaren Theodor Schvindt, som kom till byn nästa sommar, 1914. Utgrävningar inleddes samma år under ledning av stenåldersforskaren Sakari Pälsi.
Nätet bestämdes med radiokolmetoden vara ungefär tiotusen år gammalt och därmed världens äldsta. Ungefär lika gamla nät har sedermera hittats också annanstans i världen. Nätet uppskattas ha varit 27 meter långt och minst 1,3 meter djupt, med 6 cm maskstorlek, lämpligt för fångst av större fisk, såsom braxen och sik, eller som hjälp vid säljakt.
I utgrävningarna hittades över hundra föremål. Vid sidan av nätet hittades yxhuvuden, en med kvarts slipad benspets, en skölp av ben och många andra föremål av horn och ben. Fynden representerar olika kulturer. Fyndplatsen låg då nätet tillverkades (ca 8500 f.Kr.) över tio meter under Ancylussjöns yta; möjligen har föremålen fallit i vattnet då en båt stjälpt.